# Hryhoriwka (Krym)
Hryhoriwka (ukr. Григорівка, ros. Григорьевка, Grigorjewka) – wieś na Ukrainie, w Autonomicznej Republice Krymu (de iure stanowiącej integralną część państwa ukraińskiego, w 2014 anektowanej przez Rosję i odtąd funkcjonującej jako Republika Krymu), w rejonie krasnohwardijskim. W 2001 liczyła 395 mieszkańców, wśród których 52 wskazało jako ojczysty język ukraiński, 311 rosyjski, a 32 krymskotatarski. Według spisu ludności przeprowadzonego przez okupacyjne władze rosyjskie populacja wsi w 2014 wynosiła 288 osób.